# Jakub Kubicki
Jakub Kubicki (* 1758 in Warschau; † 13. Juni 1833 in Wilków Pierwszy) war ein polnischer Architekt, der vor allem in Warschau wirkte. Kubicki war einer der wichtigsten Vertreter des Klassizismus seiner Epoche.

## Leben
Kubicki wurde in eine bürgerliche Familie geboren; sein Bruder war Maciej Kubicki, ein späterer Offizier und Festungskommandant (von Serock). Er wurde an einem Kollegium der Jesuiten unterrichtet und lernte unter dem Architekten Domenico Merlini. 1877 arbeitete er für Simon Gottlieb Zug am Bau der evangelisch-augsburgischen Hauptkirche Warschaus. 1783 ging er zur Weiterbildung nach Italien, die mittels eines Stipendiums des Königs Stanisław August Poniatowski finanziert wurde. Er kehrte 1786 wieder nach Warschau zurück und begann hier als Architekt zu arbeiten.
Kubicki gehörte neben Jakub Fontana, Domenico Merlini, Johann Christian Kamsetzer, Ephraim Schröger und Stanisław Zawadzki zu den bedeutendsten Architekten von Stanisław August. Im Jahr 1791 wurde er in Anerkennung seiner Verdienste geadelt, er erhielt als Wappensymbol eine mit Flügeln gekrönte Säule. Während des Kościuszko-Aufstandes war er ein Mitglied der Ordnungskommission des Fürstentums Masowien (polnisch: Komisja Porządkowa Księstwa Mazowieckiego). 1794 hatte er den Rang eines Majors der Artillerie inne. Nach dem Zusammenbruch des unabhängigen Königreichs Polen arbeitete er (spätestens ab 1806) als Beamter in der Funktion des Generalintendanten der Gebäude der Krone (polnisch: Naczelny Intendent Budowli Korony). Von Zar Alexander I. wurde er mit dem Sankt-Stanislaus-Orden ausgezeichnet.
Kubicki war seit etwa 1783 verheiratet; er hatte drei Kinder: Helena (* 1784), Józef (1787–1812) und Izabela (* 1791). Kubicki gehörte der Freimaurerloge "Świątynia Izis" ("Der Tempel der Isis") an, in der 1811 Ehrenmitglied wurde.

## Architektur und Bauten (Auswahl)
Kubickis Entwürfe bis zur Jahrhundertwende sind streng klassizistisch gehalten. Er war dabei vom Palladianismus geprägt. Als einer der Hauptarchitekten Warschaus ab 1806 wurde Kubicki dann zu einem Vermittler zwischen dem reinen Klassizismus des achtzehnten Jahrhunderts und dem Stil des Empire. Später verwendete er auch Formen der Neogotik. Charakteristische Elemente seiner Entwürfe sind Säulen-Portika und gartenseitige Risalite. Er ist damit ein Hauptvertreter des damals üblichen polnischen Landhaus/Palast-Stils (Dwór).
Kubicki hinterließ eine große Anzahl an Landsitzen in ganz Polen, zu denen auch die Paläste in Bejsce, Białaczów, Młochów, Nadzów, Pławowice, Radziejowice, Sowiniec und Sterdyń gehören. Auch entwarf er die Rathäuser in Łęczyca und Płock und eine Waffenfabrik in Kozienice. Mittelpunkt seines Wirkens war aber Warschau. Neben vielen Gebäuden in der Stadtmitte entstanden unter ihm zwischen 1816 und 1818 rund ein Dutzend Zollgebäude (Rogatki Miejskie) an den Stadträndern Warschaus. Die von ihm 1818 bis 1821 errichtete Terrassenkonstruktion am Königsschloss werden nach ihm als Kubicki-Arkaden bezeichnet. Auch die Konzeptionen zum Schlossplatz wie zum Schlosspark gehen auf ihn zurück. Ebenso sind die 1825 entstandenen Pferdeställe im Łazienki-Park nach dem Architekten als „Kubicki-Ställe“ benannt.
Objekte in Warschau:
- Umbau des Sierakowski-Palastes in der Ulica Konwiktorska 3
- Tempel der Göttlichen Vorsehung (nicht realisiert)
- Orthodoxe Kirche in der Ulica Podwale (vor 1818)
- Umbau des I. und II. Pavillons der Kaserne der Infanterieeinheit "Dzieci Warszawy" in der Zitadelle Warschau
- Umbau des III. bis IX. Pavillons der Kaserne der Infanterieeinheit "Strzelców Kaniowskich" in der Zitadelle Warschau
- Brieftaubenstation in der Zitadelle Warschau
- Gebäude der Börse in der Ulica Królewska 14

Objekte im Łazienki-Park:
- Umbau des Belvedere (1818–1822)
- Sybillen-Tempel (Świątynia Sybilli, etwa 1820)
- Ägyptischer Tempel (Świątynia Egipska, 1819–1822)
- Manage im Belvedere (1823–1824)
- Kasernengebäude/Invalidenheim (1826–1829)
- Umbau des Neuen Wachgebäude (Nowa Kordegarda, 1830).